# 회원군 (1636년)
회원군 이윤(檜原君 李倫, 1636년 ∼ 1731년)은 조선 후기의 왕족으로 선조 이연의 손자이며, 선조의 13남인 영성군(寧城君)의 장남이다. 특별히 그는 선조의 마지막으로 살아남은 손자였고 장수했음으로 알려저 있다.

## 생애

### 일생
그는 조선 후기의 왕족 종실이며 본관은 전주, 휘는 윤(倫), 자는 여명(汝明), 시호는 정간(貞簡)이다.
그는 선조의 손자이며, 아버지는 선조의 13남 영성군 이계(寧城君 李㻑)이고, 어머니는 증 찬성(贊成) 창원인(昌原人) 황이중(黃履中)의 딸로 회산군부인 황씨(檜山郡夫人 黃氏)이다.
부인은 증 판서(判書) 함평인(咸平人) 이초로(李楚老)의 딸로 함풍군부인 이씨(咸豊郡夫人 李氏)이다.
영성군 장남으로 1636년(인조 14) 11월 임인(壬寅)에 탄생하였다. 어릴 때부터 총명하고 효성이 지극하였다. 초수 승헌대부(承憲大夫) 회원군(檜原君)에 봉작되었다.
1655년(효종 6) 4월 22일 효종이 선정전(宣政殿)에서 종실들을 시강(試講)하고 가자하라 하여 이해 4월 23일 숭헌대부(崇憲大夫)에 가자되었다.
1658년(효종 9) 오위도총부 도총관(都摠管)을 지내고, 1659년(현종 즉위년) 12월 10일 효종 대휼(大恤) 때 대전관(代奠官)을 지내고, 이해 12월 11일 숭덕대부(崇德大夫)에 가자되었다.
1660년 4월 11일 종묘(宗廟) 하향대제(夏享大祭) 때 제관(祭官)으로 봉무하였고, 1666년(현종 7) 3월 26일 현종이 대비를 모시고 온양 온천으로 거둥할 때 별운검(別雲劍)에 제수되어 호종하였다.
1667년(현종 8) 3월 21일 사은 겸 진주 정사(謝恩兼陳奏正使)로 부사 호조참판 김휘(金徽)와 서장관 경최(慶㝡)를 대동하여 청나라 연경에 갔다왔다.
1669년(현종 10) 1월 11일 오위도총부 도총관(都摠管)에 제수되고, 이해 3월 15일 현종이 왕대비를 모시고 온양 온천에 거둥할 때 별운검 겸 동지의금(別雲劍 兼 同知義禁)을 역임하였다.
1671년(현종 12) 2월 6일 사직대제(社稷大祭) 향사(享祀) 때 헌관(獻官)으로 봉무하였고, 1672년(현종 13) 9월 25일 사은사(謝恩使)로 청나라에 갔다와서 이해 10월 24일 도총관(都摠管)에 제수되었다.
1673년(현종 14) 5월 6일 기우제(祈雨祭) 때 오관산 헌관(五冠山 獻官)으로 봉무하였고, 이해 9월 23일 사옹원 제조(司饔院 提調)를 역임하고, 이해 11월 25일 감선 제조(監膳 提調)를 역임하였다.
1674년(숙종 즉위년) 8월 24일 고부 겸 청시승습사(告訃 兼 請諡承襲使)로 청나라에 갔다오고, 1675년(숙종 1) 2월 4일 사은정사(謝恩政使)로 제수되었으나 허적(許積)과 장령(掌令) 오정창(吳挺昌)이 늙고 병들었다 하여 동원군 이집(東原君 李潗)으로 교체하였다.
1677년(숙종 3) 제조(提調)가 되고, 종친부 유사당상(宗親府 有司堂上)을 역임하였다.
1679년(숙종 5) 11월 3일 기례종반(起例宗班)으로 반숙마(半熟馬)을 상급받았다.
1682년(숙종 8) 2월 15일 청제 문안사(問安使)에 제수되었으나 이해 2월 17일 병을 핑계로 사양하여 파직되고, 이로 인해 사간원(司諫院)에서 탄핵하기를 청하였으나 윤허하지 않았다. 이해 6월 2일 다시 서용(敍用)되었다.
1695년(숙종 21년) 2월 25일 숙종이 덕흥대원군묘(德興大院君廟, 덕흥궁)에 전배(展拜)할 때 예조판서 박태상(朴泰尙)이 청하길, "회원군(檜原君) 이윤(李倫)과 낭원군(朗原君) 이간(李偘)은 덕흥대원군(德興大院君)에게는 증손(曾孫)이 됩니다. 그러나 공조(公朝)의 체례(體例)로써 말한다면 마땅히 외반(外班)의 반열에 있어야 하는데, 세계(世系)가 조금 가깝고 또 자손들 중에 남아 생존한 이는 다만 이들 두 사람뿐이니, 주인(主人, 돈녕부도정 이홍일(李弘逸))의 뒤에 수행하여 같이 전배(展拜)에 참여하는 것이 타당할 듯합니다."하니, 숙종이 말하기를, "인정상 볼 때 진실로 그러하다. 같이 주인을 따라서 들어가는 것이 옳다."하였다. 이해 2월 28일 숙종이 대원군묘(大院君廟)에 전배례를 행하고, 가자하였다.
1697년(숙종 23) 3월 13일 병조판서(兵曹判書) 민진장(閔鎭長)이 70세에 가까운 회원군의 은전(恩典)을 베푸는 문제에 대하여 말하길, "회원군(檜原君) 이륜(李倫)의 나이 70에 가까우며, 이는 바로 선조(宣祖)의 왕손(王孫)이니, 우악한 은전이 있어야 적합합니다."하니, 숙종이 자급을 더하도록 명하였다.
1705년(숙종 31) 8월 24일 숙종이 주강(晝講)에 나아가 이조참판(吏曹參判) 황흠(黃欽)이 나이 일흔인 종신(宗臣)은 드물다고 아뢰자 현록대부(顯祿大夫)의 계자(階資)로 올리라고 명하였다.
1706년(숙종 32) 8월 27일 인정전(仁政殿)에서 진연(進宴)할 때 동벽(洞壁)에 참여하였고, 1714년(숙종 40) 9월 19일 숭정전(崇政殿)에서 진연례(進宴禮)를 할 때 여섯 번째 잔을 올렸다.
1724년(경종 4) 1월 11일 인정문(仁政門)에서 백관의 조참(朝參)을 받을 때 좌참찬(左參贊) 조태억(趙泰億)이 아뢰길, "선조(宣祖)의 왕손 회원군(檜原君) 이륜(李倫)이 나이 이제 89세이니, 마땅히 노인을 우대하는 은전(恩典)을 별도로 시행하여야 됩니다."하니, 임금이 그대로 따랐다.
1724년(영조 즉위년) 11월 21일 영조가 하교하길, "회원군(檜原君)은 선묘(宣廟)의 왕손(王孫)으로 나이가 90에 가까우니, 실로 희귀한 일이다. 이미 자궁(資窮)하였으니, 그의 손자를 특별히 가자(加資)하라, 제령군(齊寧君) 이달윤(李達胤)은 나이가 90에 가까우니 특별히 가자하여 노인을 우대하고 친척을 친근히 하는 뜻을 표(表)하라."하였다.
1727년(영조 3) 1월 15일 영조가 영화당(映花堂)에 나아가 종신(宗臣) 63인을 불러보고 선온(宣醞)하며 사후(射帿)하게 하였으니, 대개 새해의 문후(問候)에 사대(賜對)한 것이다. 회원군(檜原君) 윤(倫)은 나이가 92
세이므로 임금이 특별한 예로 대우하니, 윤이 노래 1곡을 올리자, 임금이 시(詩)를 내리기를,
```
"빨리 가는 광음 얼마나 바뀌었는지 / 광음숙숙기호경(光陰倐倐幾乎更)
선묘의 왕손 오직 경만이 있네 / 선묘왕손지유경(宣廟王孫只有卿)
노쇠한 90 나이에도 근력 좋으니 / 구질쇠년정력건(九耋衰年精力健)
수성이 반드시 공의 뜰에 비추었으리 / 수성필야조공정(壽星必也照公庭)"
```

하였다. 윤이 매우 취하자, 그의 아들 함평군 이홍(咸平君 李泓)으로 하여금 부축하고 먼저 나가도록 하고, 특별히 내구마(內廐馬) 1필(匹)을 하사하였다.
1731년(영조 7) 8월 6일 향년 96세로 별세하자 벽제동(목암리) 인좌로 예장하였다. 영조가 말하길, "목릉(穆陵)의 왕손(王孫)으로는 다만 회원군이 있을 뿐인데 나이 90세를 넘기면서 사조(四朝)를 내리 섬겨 소심(小心)하고 근신(謹愼)하였으니, 가상스러운 일이라 하여 구재(柩材)를 보내 주고 3년 동안의 녹미[廩]를 지급할 것을 명하고, 절혜(節惠)의 은전도 또한 행장(行狀)을 기다리지 않고 내리게 하였다."
1767년(영조 43) 5월 19일 영조가 하교하길, "고 종신(宗臣) 회원군(檜原君) 이륜(李倫)은 바로 목릉(穆陵)의 왕손(王孫)으로 나이가 90을 넘도록 충성심이 빛났음을 내가 이미 알고 있었다. 어찌 오늘에 그 손자가 본분(本分)을 잊어버리고 밖으로 치달을 줄을 뜻하였겠는가? 어제 하교하면서 나도 모르는 사이에 눈물을 흘렸다. 밤중에 생각해 보아도 어떻게 회포를 풀겠는가? 특별히 예관(禮官)을 보내어 오늘 안에 치제(致祭)하라." 하였다.
1772년(영조 48) 1월 16일 영조가 하교하길, "옛날 한(漢)나라 명제(明帝)는 동평왕(東平王)이 어질다 하여 관내인(關內印)을 특별히 내려 주고 제배(除拜)하려는 자에게 차게 하였는데, 사기(史記)에서 아름다움을 칭송하였다. 회원군(檜原君)은 곧 한나라 동평왕이니, 제문(祭文)에서 이미 유시하였다. 봉사손 이주헌(李周憲)은 해조(該曹)로 하여금 구전(口傳)하여 비의(備擬)하게 하되, 만약 과궐(窠闕)이 없으면 승부(陞付)하여 비의하게 하라."하였다.

## 가족 관계
- 조부 : 선조(宣祖, 1552 ~ 1608)
- 조모 : 온빈 한씨(溫嬪 韓氏, 1581 ~ 1664)
  - 부친 : 영성군 이계(寧城君) 이계(李㻑, 1606 ~ 1649)
- 외조부 : 황이중(黃履中, 1574 ~ 1646)
  - 모친 : 회산군부인 창원 황씨(檜山郡夫人 黃氏)
    - 큰누나 : 이덕이(李德伊, 1629 ~ ?)
    - 작은누나 : 남양 홍씨 홍수범(洪受範)의 처(1633 ~ ?)

  - 서모(노비 출신) : 승춘(承春)
    - 이복 남동생 : 회천도정(檜川都正) 이선(李僎, 1645 ~ ?)
    - 정부인 : 이초로(李楚老)의 딸 함풍군부인 함평 이씨(咸豊郡夫人 咸平 李氏)
      - 아들 : 이규령(李奎齡, 1654 ~ 1664)[2]
      - 양자 : 함평군(咸平君) 이홍(李泓, 1675 ~ 1738)[3]